# Escudo de Minas Gerais
El escudo del estado de Minas Gerais fue instituido inicialmente por la ley estatal N.º 1 del 14 de septiembre de 1891, dentro del cual se podían ver dos figuras humanas simbolizando la agricultura y la minería, rodeado de las palabras "Estado De Minas Gerais - 15 de junho de 1891" ("Estado De Minas Gerais - 15 de junio de 1891") (fecha de promulgación de la constitución del estado). El escudo que está actualmente en vigencia fue instituido por el Decreto N.º 6498 del 5 de febrero de 1924, que sustituyó al original de 1891.
El escudo está formado por una estrella de cinco puntas, bordeado por filetes de color rojo, teniendo dos picos por delante y una lámpara usada en la minería. A cada lado de la estrella, hay dos ramas grandes de café, en la parte exterior, y dos ramas pequeñas de tabaco, a partir de los vértices de la parte inferior de la estrella, de color verde y con flores rojas y moradas.
En la parte inferior del escudo, corre una pancarta con el nombre del Estado de Minas Gerais, y en un lazo, debajo de ella, la fecha del 15 de junio de 1891.
Bordeando el extremo superior de la estrella, el lema: Libertas Quæ Sera Tamen.
Las ramas de café, los picos y la lámpara tienen por función representar lo que eran, en los últimos años, dos de las principales actividades económicas del Estado: la minería y la agricultura.
La frase Libertas Quæ Sera Tamen, bien conocida y también presente en la bandera del Estado, proviene del movimiento separatista de la Conspiración Minera, del siglo XVII, que significa "Libertad, aunque venga tarde" o "Libertad, aunque tardía".
La estrella, de color rojo, se convirtió en el color principal de los símbolos del Estado, incluso el triángulo central de la bandera de Minas Gerais. Su uso se debe, tal vez, a que fue utilizado, desde el principio, por varios movimientos revolucionarios, como la Revolución Francesa por la cual los Inconfidentes fueron influenciados.
- Datos: Q2242181